# Beavis och Butt-head
Beavis och Butt-head (originaltitel: Beavis and Butt-Head) är en animerad TV-serie (för vuxen målgrupp) skapad av Mike Judge, som ursprungligen sändes på MTV i sju säsonger, från den 8 mars 1993 till 28 november 1997. I de 30 minuter långa programmen blandas korta äventyr med aktuella musikvideor där Beavis och Butt-head kommenterar och förlöjligar artisterna. Serien med de två tonårsgrabbarna blev snabbt kultförklarad.
Första avsnittet av Beavis och Butt-head var en kortfilm i tv-programmet Liquid Television, som sändes den 22 september 1992 i amerikanska MTV. Denna utvecklades sedan av Mike Judge till en hel TV-serie. Totalt blev det 199 avsnitt och sju säsonger.

## Handling
Beavis och Butt-head är två tonårspojkar som lyssnar på hårdrock, motvilligt går till skolan, gärna hittar på diverse hyss och hemskt gärna vill vara framgångsrika med kvinnor. De är inte särskilt smarta och misslyckas med det mesta de försöker sig på.
Beavis och Butt-head har sina egna favorit-ord som nästan alltid dyker upp i alla serier/filmer/spel som till exempel "Ass-wipe".

## Rollfigurer
- Beavis (Mike Judge) - Beavis har blont hår och ett underbett, och hans ansikte visas ofta i sned profil. Han är den mer lättretliga av de två, och den som brukar hamna i mest trubbel.

- Butt-head (Mike Judge) - Butt-head har brunt hår, kisande ögon och en krokig näsa med framstående näsborrar. Han har ett framstående överbett, talar nasalt med en djup röst och bär tandställning.

- Tom Anderson (Mike Judge) - Beavis och Butt-heads närsynte, äldre granne. Han anställer ofta dem för att utföra hans sysslor, bland annat trädgårdsarbete, vilket brukar resulterar i att de förstör hans egendom. På grund av hans dåliga syn och gradvisa senilitet lyckas han dock aldrig känna igen dem efter det.

- David Van Driessen (Mike Judge) - En av lärarna på Highland High School, och förmodligen den enda läraren på skolan som bryr sig om Beavis och Butt-head. Van Driessen är en hängiven hippie med förlåtande natur och mild personlighet. Hans upprepade försök till att motivera duon till ett nyttigt liv slutar oftast i katastrof eftersom de nästan alltid härleder fel budskap.

- Rektor McVicker (Mike Judge) - Rektorn på Highland High School. Han hatar Beavis och Butt-head, och vill mer än allt annat relegera dem från skolan. Han är en vresig man som ständigt är stressad på grund av att behöva handskas med dem. Han skakar när han talar och rotar ofta i sitt skrivbord för att hitta sina receptbelagda läkemedel. Det har framkommit att Beavis och Butt-head är orsaken till hans förstörda liv.

- Bradley Buzzcut (Mike Judge) - En annan av lärarna på skolan som bland annat undervisar i gymnastik. Han var tidigare en veteran för Marine Corps och har ett oerhört hett temperament. Liksom McVicker hatar han Beavis och Butt-head.

- Daria Morgendorffer (Tracy Grandstaff) - En av Beavis och Butt-heads klasskamrater. Hon har en sarkastisk personlighet, lyssnar på alternativ rock och är betydligt smartare än Beavis och Butt-head. Duon brukar uttala hennes namn "Diarrhea" (Diarré).

- Todd Ianuzzi (Mike Judge i "The Crush", senare av Rottilio Michieli, och av Toby Huss under 2011) - En kriminell, våldsam ligist som kör runt i en bil. Han är Beavis och Butt-heads stora idol, och de gör allt för att få vara med i hans gäng. Todd ser dock ner på de två, och misshandlar och drar nytta av dem när han behöver något, till exempel pengar, mat eller en plats att gömma sig på från andra gäng eller polisen. Trots detta upphör inte Beavis och Butt-head att beundra honom.

- Stewart Stevenson (Adam Welsh 1993–1997, Mike Judge 2011) - En nördig, mesig och överviktig pojke som beundrar Beavis och Butt-head, och felaktigt tror att de är hans bästa vänner. Beavis och Butt-head relaterar till honom ungefär som Todd gör till dem. De mobbar Stewart och drar nytta av hans försök att bli vän med dem, vilket ofta resulterar i att han får problem för något som orsakats av dem.

## Adaptioner
Beavis och Butt-head dök också upp som en tecknad serietidning från Marvel Comics, i några spel samt i en egen långfilm, Beavis and Butt-head Do America. De har även gjort några andra filmer och diverse spel.